# 名護湾
名護湾（なごわん）は日本・沖縄県にある湾。沖縄本島中部西側にあり、南西に開け東シナ海に面する。湾口の幅約5km、奥行き約6km。
沖縄本島本体と本部半島に挟まれた湾であり、海岸部にはサンゴが見られ、一部はリーフとなっている。湾内の水深は、湾口付近で約100mほどだが、湾外では急激に落ち込んでいる。湾奥には名護港があり、名護市の中心街が広がっている。大河川の流入は無く、屋部川をはじめ、穴窪川・世富慶川・轟川・福地川などが流入している。
かつてはイルカ狩り（ヒートゥと呼ばれた）が有名であった。
近年になって、捕鯨の影響から回復を見せ始めているザトウクジラの確認数が上昇してきている。
座標: 北緯26度34分20秒 東経127度55分58秒 / 北緯26.57222度 東経127.93278度